# Lampanyctus nobilis
Lampanyctus nobilis är en fiskart som beskrevs av Tåning 1928. Lampanyctus nobilis ingår i släktet Lampanyctus och familjen prickfiskar. Inga underarter finns listade i Catalogue of Life.